# Pedro María Freites
Pedro María Freites is een gemeente in de Venezolaanse staat Anzoátegui. De gemeente telt 83.500 inwoners. De hoofdplaats is Cantaura.